# Anne Skelbæk
Anne Skelbæk (* 31. August 1990) ist eine dänische Badmintonspielerin. 

## Karriere
Anne Skelbæk gewann nach mehreren Titeln im Juniorenbereich 2008 die Greece International und die Cyprus International. 2009 siegte sie bei den Czech International, 2010 bei den Dutch International.

## Sportliche Erfolge
| Saison    | Veranstaltung                                    | Disziplin   | Platz | Name                                                      |
| --------- | ------------------------------------------------ | ----------- | ----- | --------------------------------------------------------- |
| 2002/2003 | Dänemark: Einzelmeisterschaften der Junioren U13 | Damendoppel | 1     | Christina Mogensen, Greve / Anne Skelbæk, Værløse         |
| 2004/2005 | Dänemark: Einzelmeisterschaften der Junioren U15 | Damendoppel | 1     | Christina Mogensen, Solrød Strand / Anne Skelbæk, Værløse |
| 2005/2006 | Dänemark: Einzelmeisterschaften der Junioren U17 | Damendoppel | 1     | Christina Mogensen, Solrød / Anne Skelbæk, Værløse        |
| 2006/2007 | Dänemark: Einzelmeisterschaften der Junioren U17 | Damendoppel | 1     | Anne Skelbæk, Værløse / Christina Mogensen, Kastrup KMB   |
| 2007/2008 | Dänemark: Einzelmeisterschaften der Junioren U19 | Damendoppel | 1     | Maria Helsbøl / Anne Skelbæk, Værløse                     |
| 2008      | Greece International                             | Damendoppel | 1     | Maria Helsbøl / Anne Skelbæk                              |
| 2008      | Cyprus International                             | Damendoppel | 1     | Maria Helsbøl / Anne Skelbæk                              |
| 2008/2009 | Dänemark: Einzelmeisterschaften der Junioren U19 | Mixed       | 1     | Mads Pedersen, Solrød / Anne Skelbæk, Værløse             |
| 2008/2009 | Dänemark: Einzelmeisterschaften der Junioren U19 | Damendoppel | 1     | Anne Skelbæk, Værløse / Anne Hald Jensen, Aarhus AB       |
| 2009      | Czech International                              | Damendoppel | 1     | Maria Helsbøl / Anne Skelbæk                              |
| 2009      | Dutch International                              | Mixed       | 2     | Christian Skovgaard / Anne Skelbæk                        |
| 2010      | Czech International                              | Mixed       | 1     | Anders Skaarup Rasmussen / Anne Skelbæk                   |
| 2010      | Dutch International                              | Mixed       | 1     | Anders Skaarup Rasmussen / Anne Skelbæk                   |
| 2010      | Dutch International                              | Damendoppel | 2     | Maria Helsbøl / Anne Skelbæk                              |